# Cincinnati Open 1992
Il Cincinnati Open 1992 (conosciuto anche come Thriftway ATP Championships per motivi di sponsorizzazione) è stato un torneo di tennis giocato sul cemento.
È stata la 91ª edizione del Cincinnati Open, che fa parte della categoria Super 9 nell'ambito dell'ATP Tour 1992. Il torneo si è giocato a Cincinnati in Ohio negli USA, dal 10 al 17 agosto 1992.

## Campioni

### Singolare
Pete Sampras ha battuto in finale  Ivan Lendl con il punteggio di 6–3, 3–6, 6–3

### Doppio
Todd Woodbridge /  Mark Woodforde hanno battuto in finale  Patrick McEnroe /  Jonathan Stark con il punteggio di 7–6, 6–4